# John Soane
John Soane (Reading, 10 de setembro de 1753 – Londres, 20 de janeiro de 1837), foi um importante arquiteto britânico da segunda metade do século XVIII e princípios do século XIX.
Pertencia ao movimento arquitetônico denominado "classicismo romântico" inglês, uma variante que se inclui dentro do Neoclassicismo. Foi um arquiteto que utilizou uma linguagem formal muito pessoal, superando, pelo menos em parte, o tradicional neopalladianismo inglês, uma das primeiras tentativas de suplantar as ordens clássicas.

## Obra
- A sua obra de maior relevo foi o Banco de Inglaterra, construído entre 1792 e 1823.
- A sua própria casa em Lincoln's Inn Fields (1811) é singular. É actualmente o Museu Soane.
- Edifício da pinacoteca Dulwich Picture Gallery (1812).[2]

## Escritos publicados de Soane
Soane publicou vários livros relacionados à arquitetura e uma autobiografia:
- Projetos em arquitetura, consistindo em plantas para templos, banhos, casinos, pavilhões, bancos de jardim, obeliscos e outros edifícios, 1778, 2ª edição 1797
- Planos de edifícios erguidos nos condados de Norfolk, Suffolk, etc., 1788
- Esboços em arquitetura contendo plantas de chalés, vilas e outros edifícios úteis, 1793
- Planos, elevações e vistas em perspectiva da Pitzhanger Manor House, 1802
- Projetos para edifícios públicos e privados, 1828
- Descrições da casa e do museu Lincoln's Inn Fields, edições: 1830, 1832 e 1835-6
- Memórias da vida profissional de um arquiteto, 1835 O diretor do Museu Soane, Arthur T. Bolton, editou e publicou as doze palestras da Royal Academy de Soane em 1929 como Lectures on Architecture de Sir John Soane.[4]

## Lista selecionada de obras arquitetônica

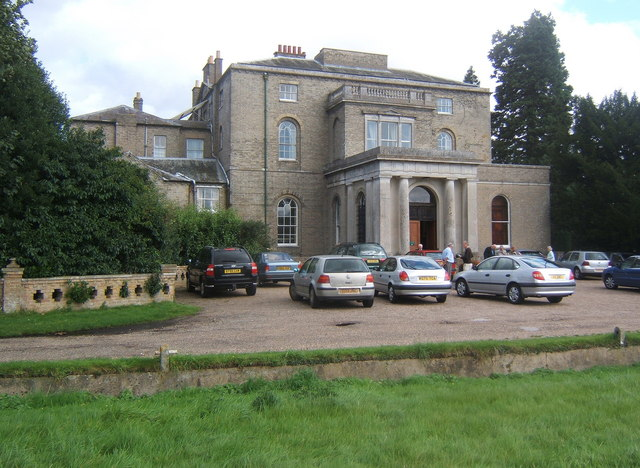
Letton Hall, 1783
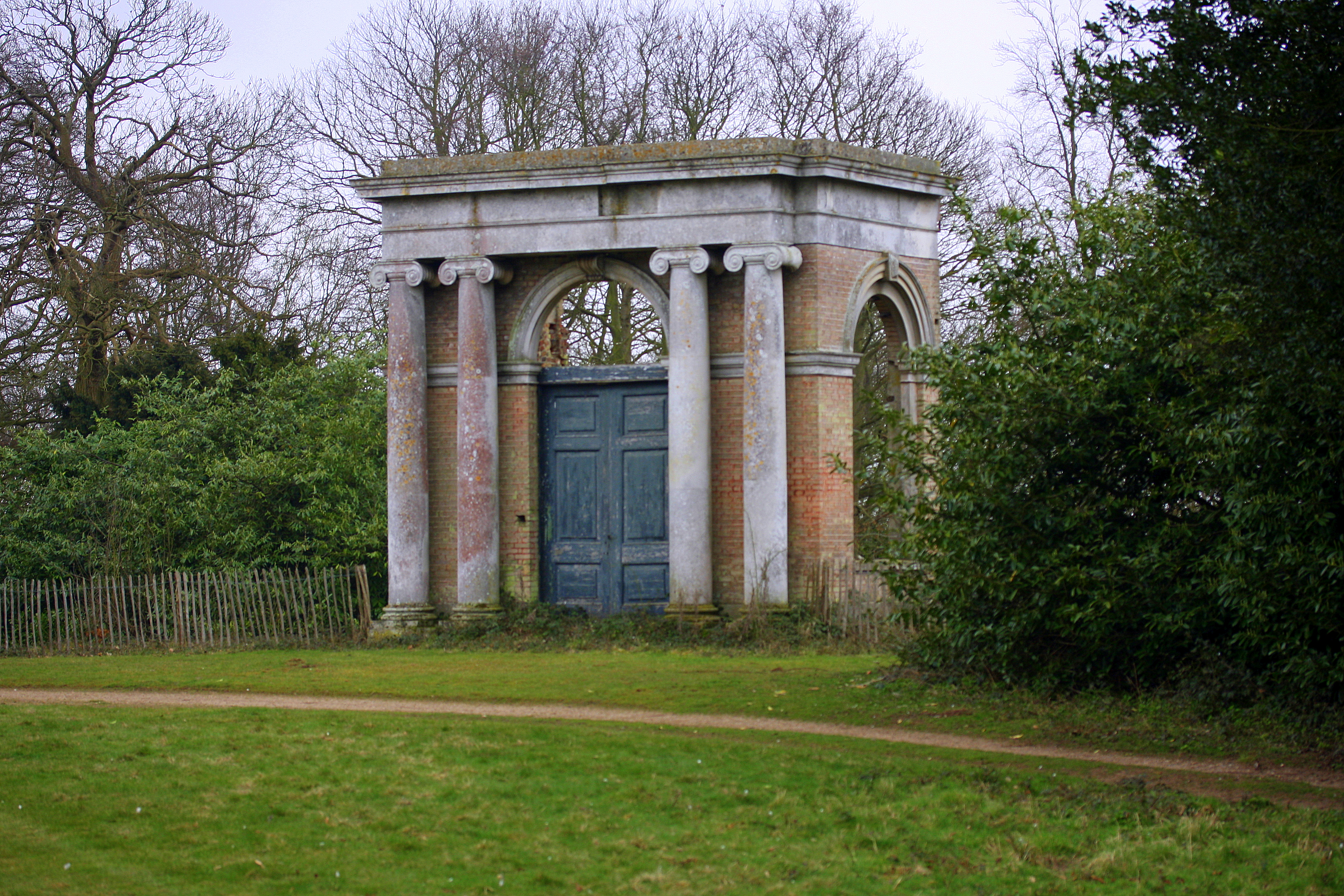
Tendring Hall, 1784, o alpendre remanescente após a demolição em 1955
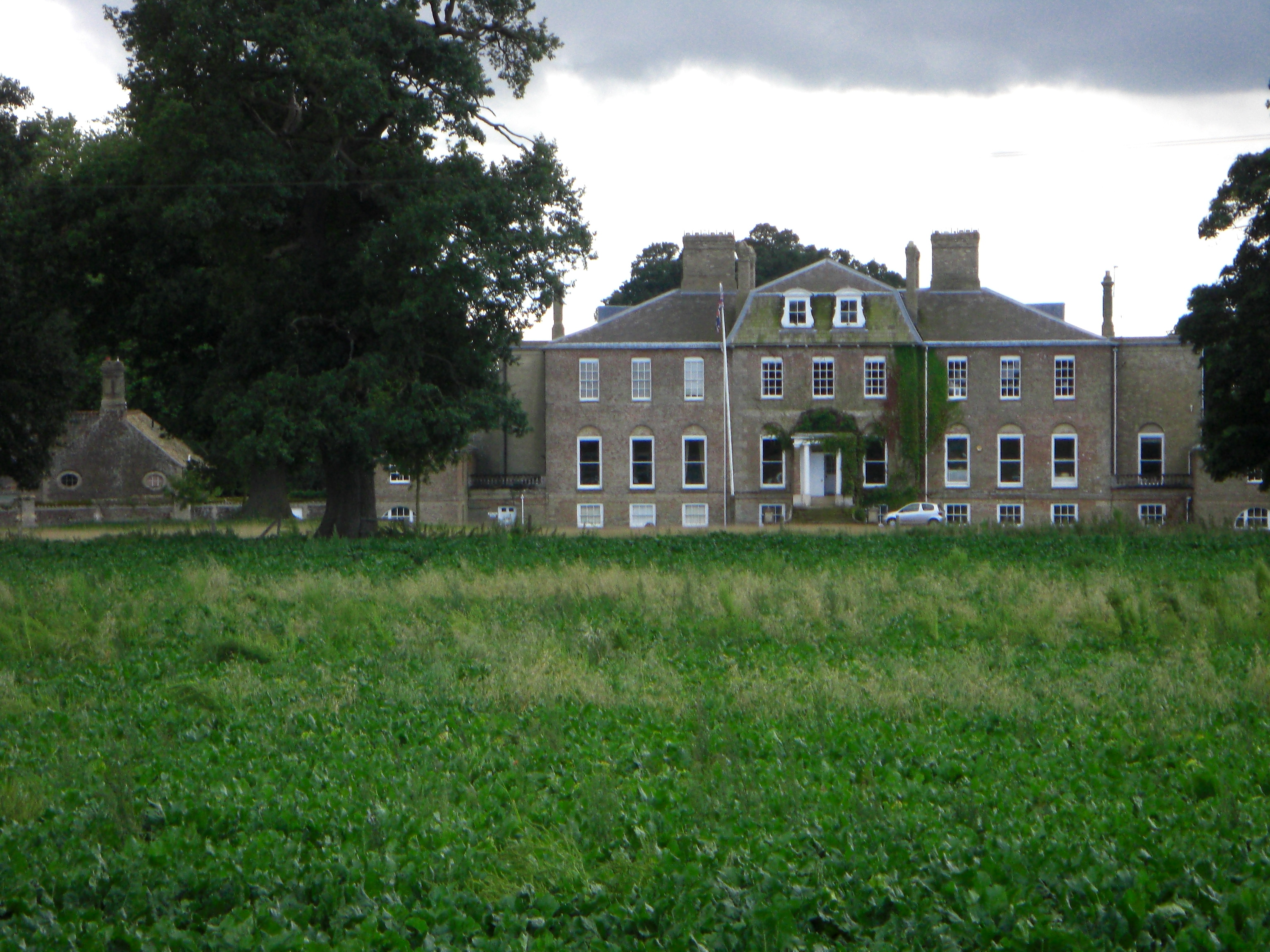
Ryston Hall, remodelado em 1786
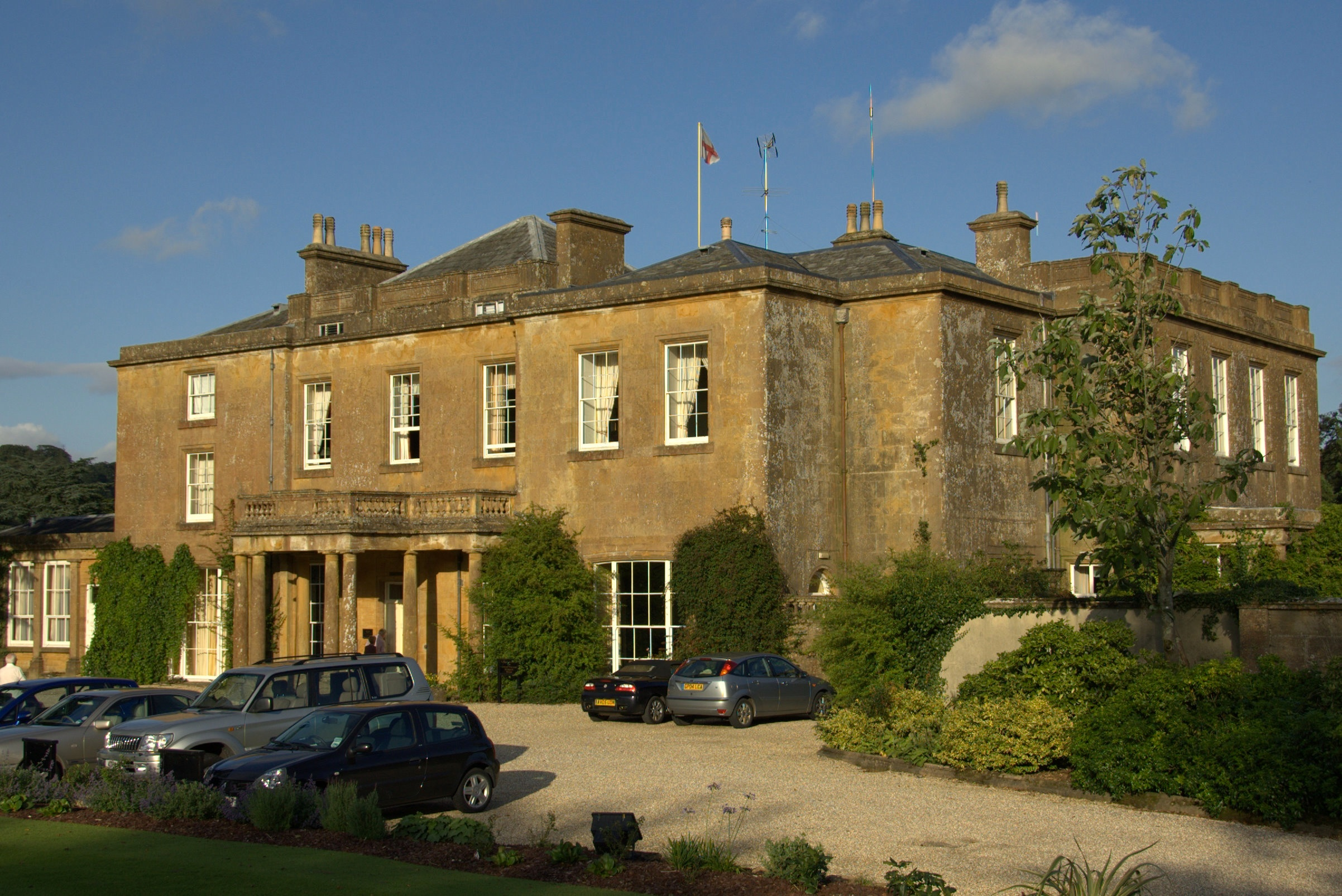
Cricket St. Thomas House, 1786
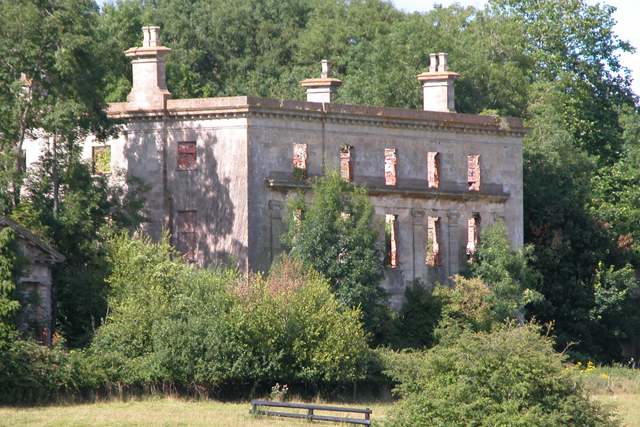
Piercefield House, 1788–93
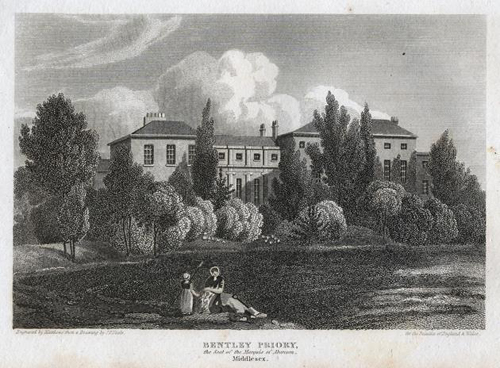
Bentley Priory, 1788–1801, mostrado c.1800; foi remodelado mais tarde
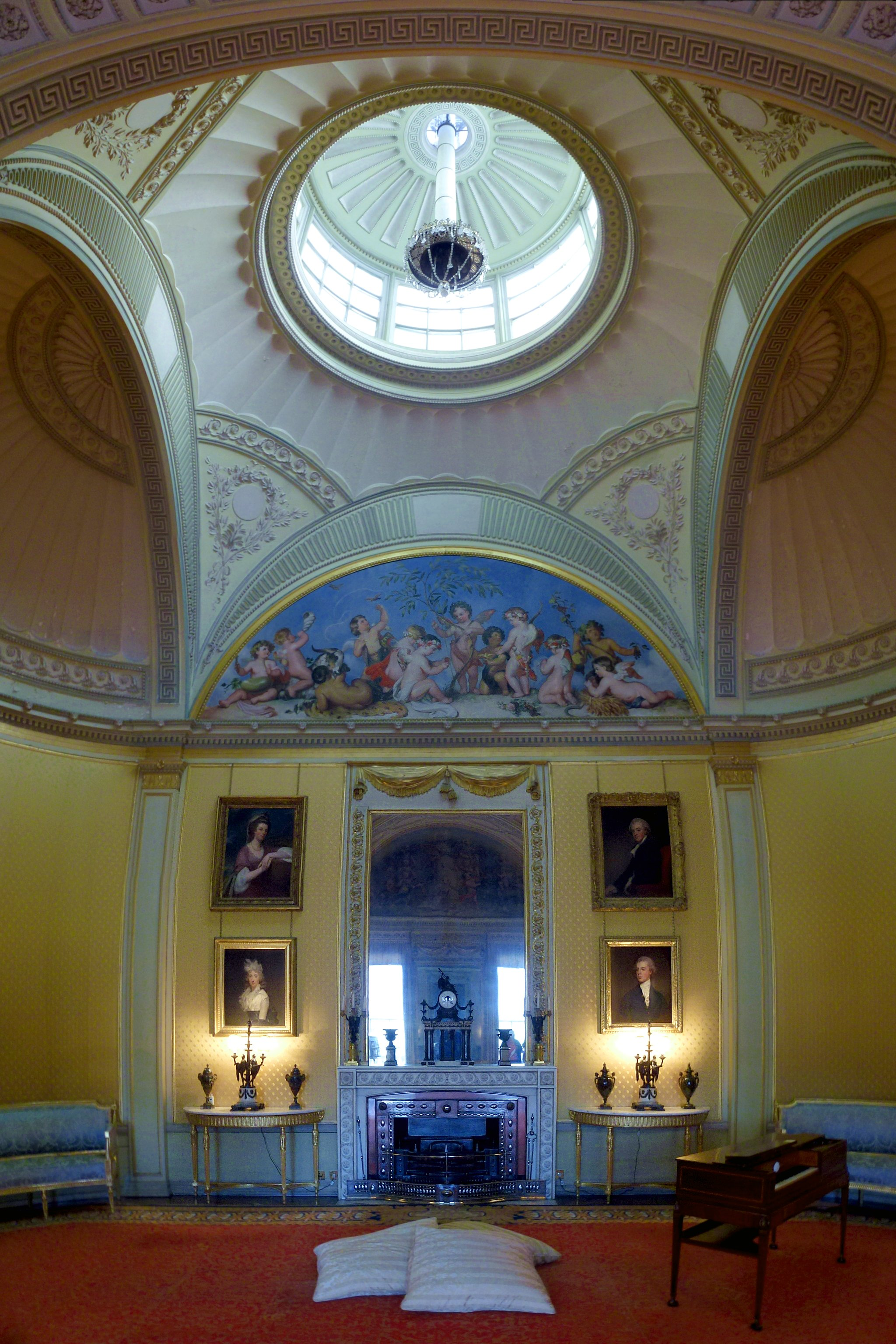
Yellow Drawing Room, Wimpole Hall, 1791–93
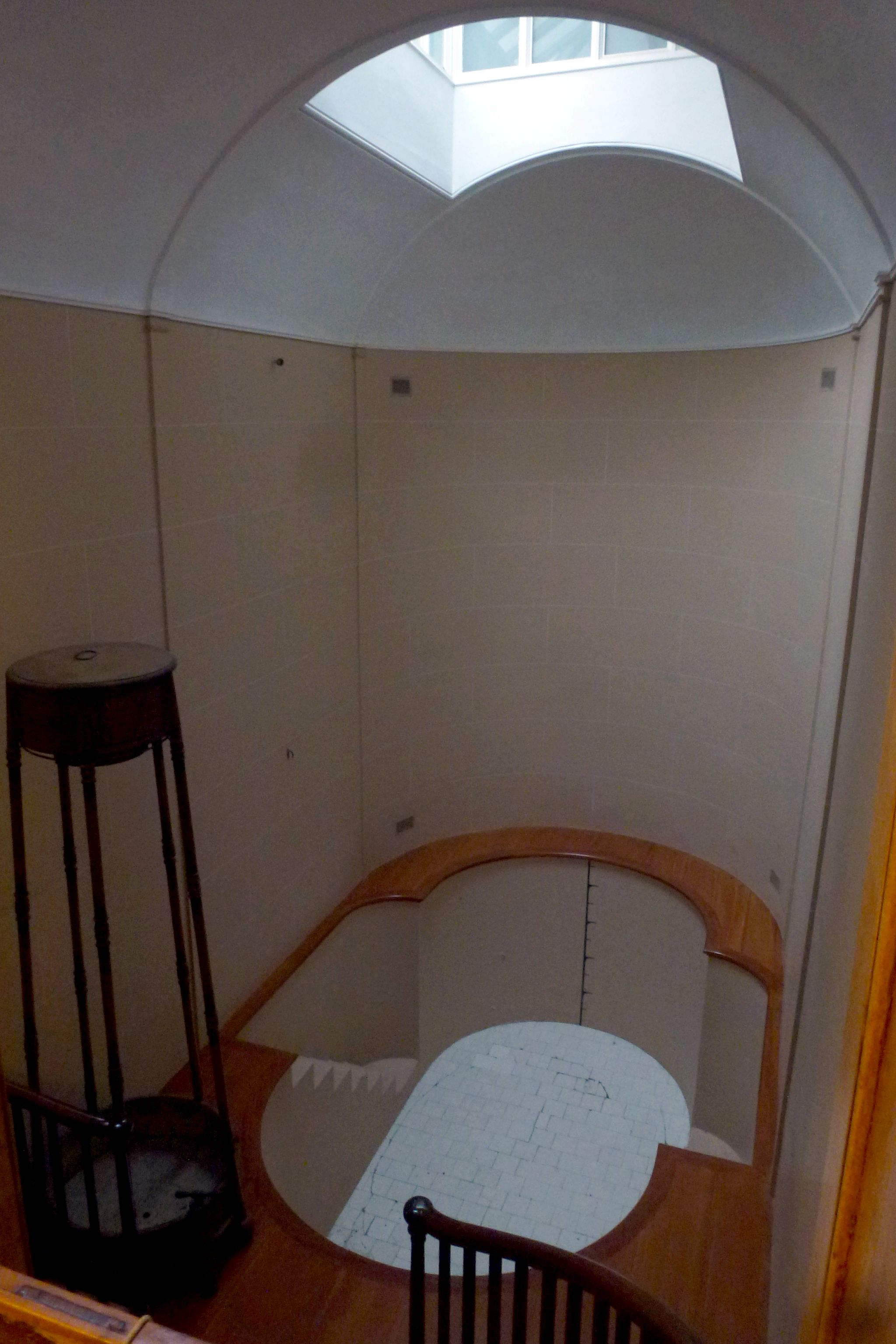
Plunge Pool, Wimpole Hall, 1791–93
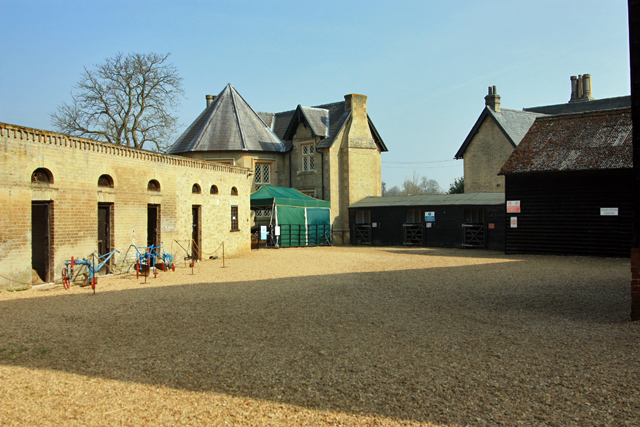
Home Farm, Wimpole Hall, 1793
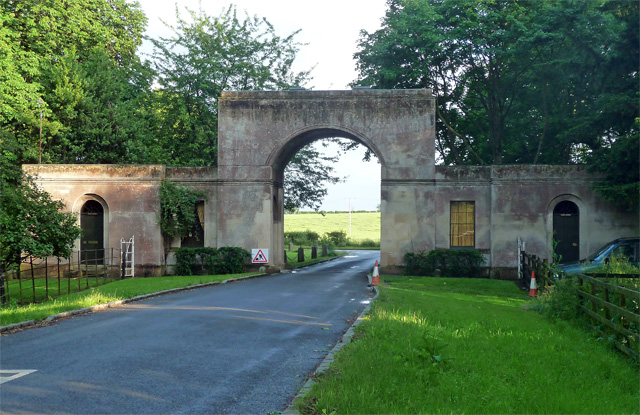
Gatehouse, Tyringham, 1792
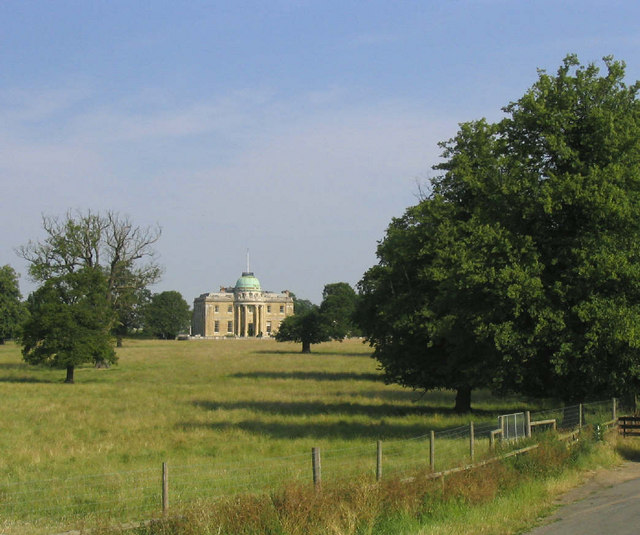
Tyringham Hall, 1793–1800
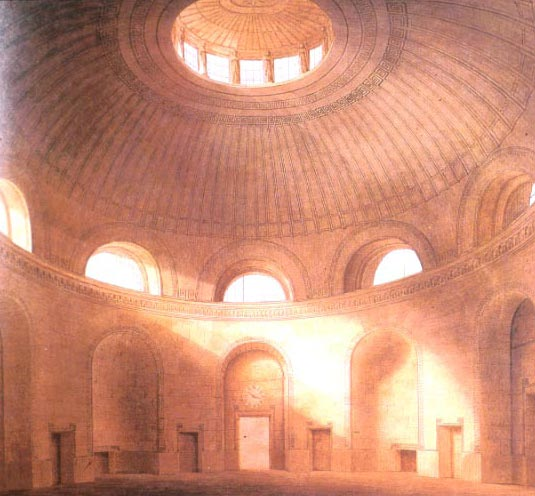
Bank of England, rotunda, 1794
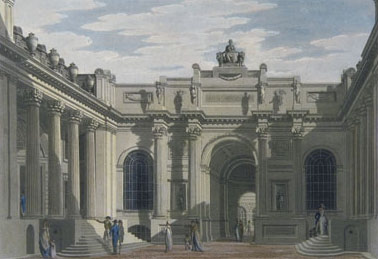
Lothbury Court, Bank of England, 1797–1800
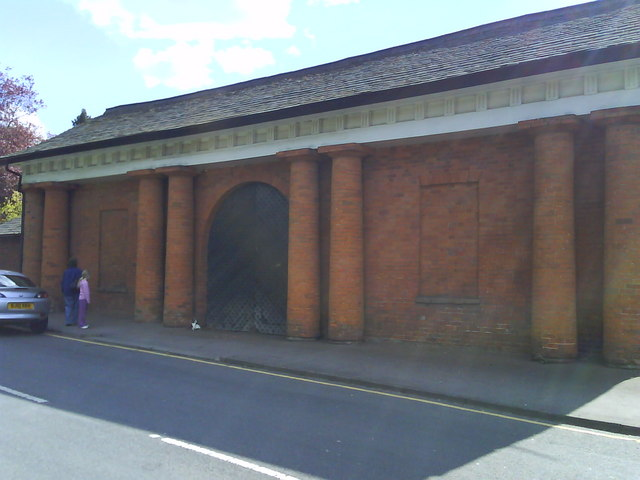
The Barn, Malvern Hall, 1798
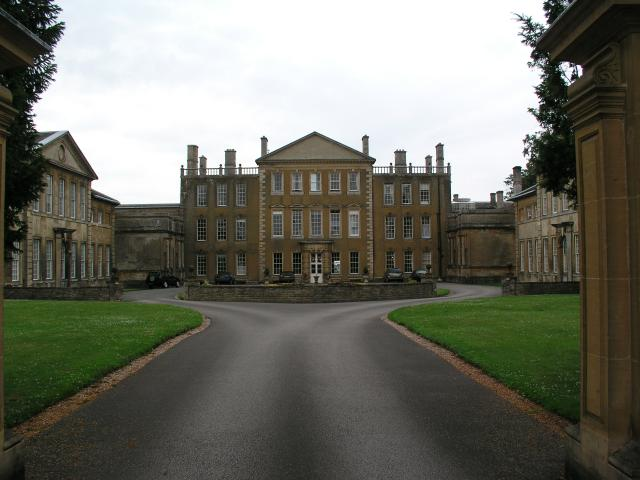
Aynho Park, Northamptonshire, remodelado em 1798
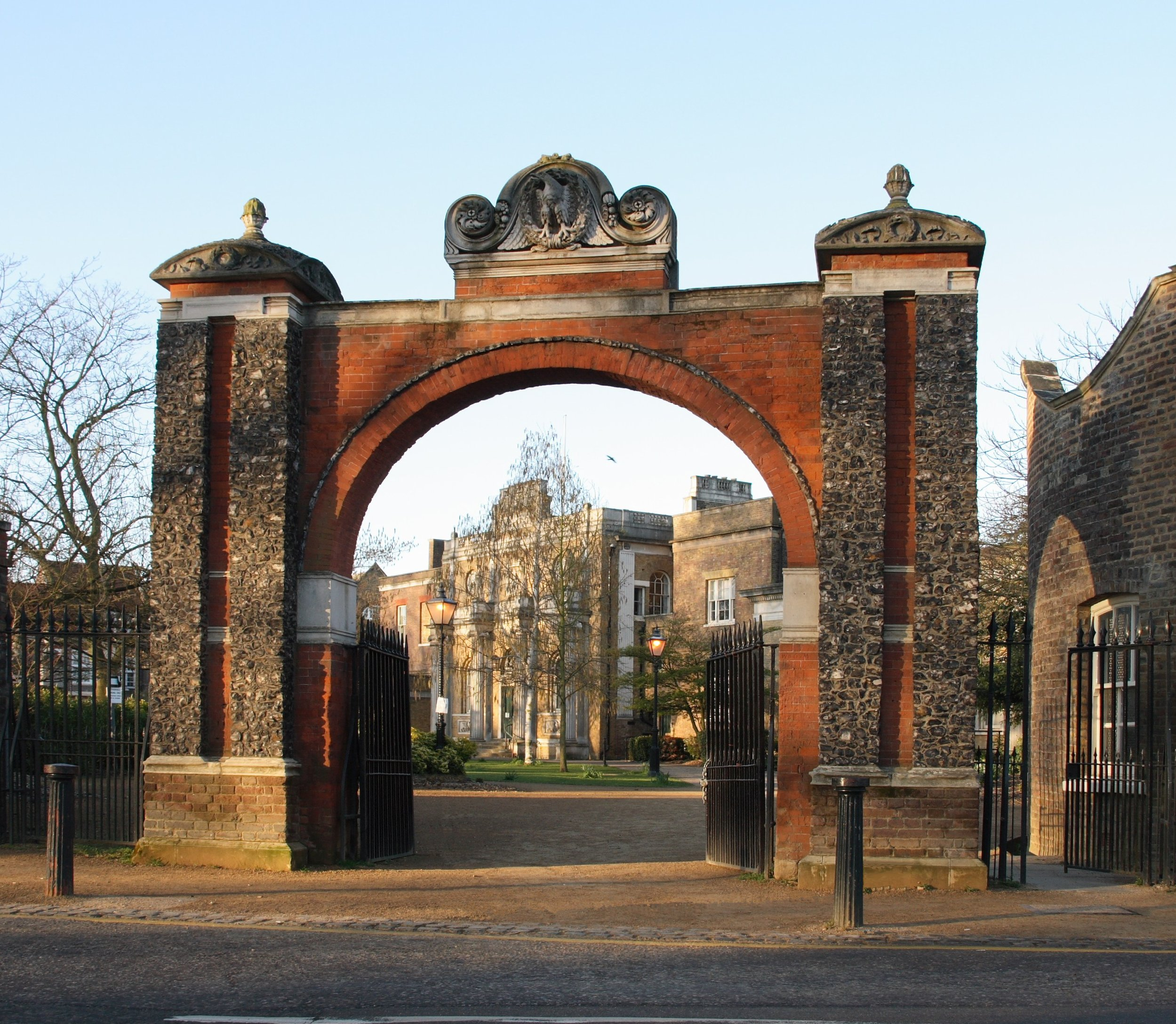
Pitzhanger Manor, c.1803
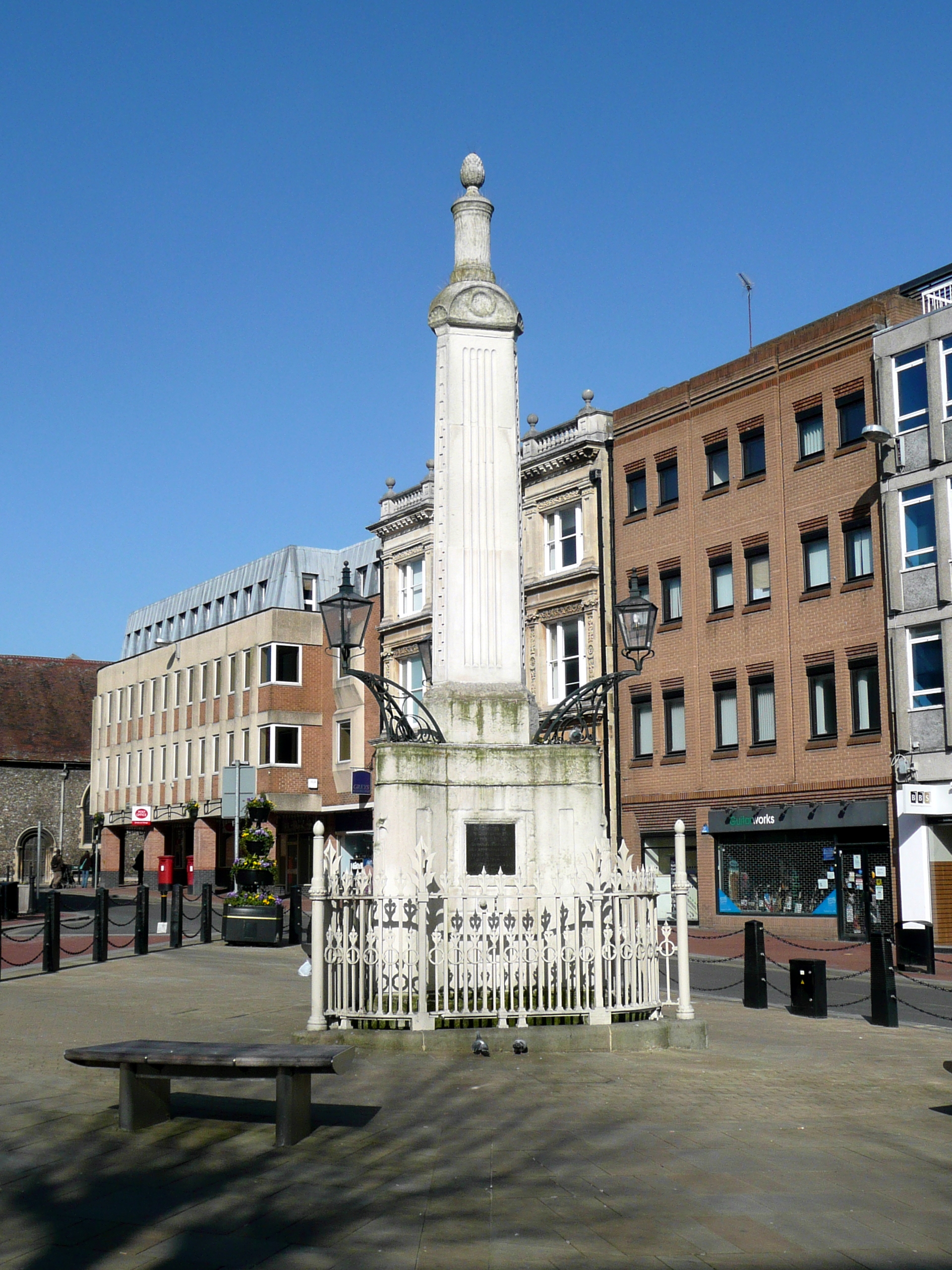
Simeon Monument, Market Place, 1804
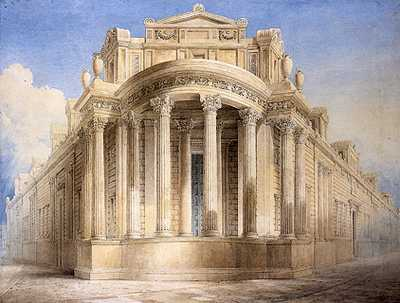
Bank of England 'Tivoli Corner', 1805
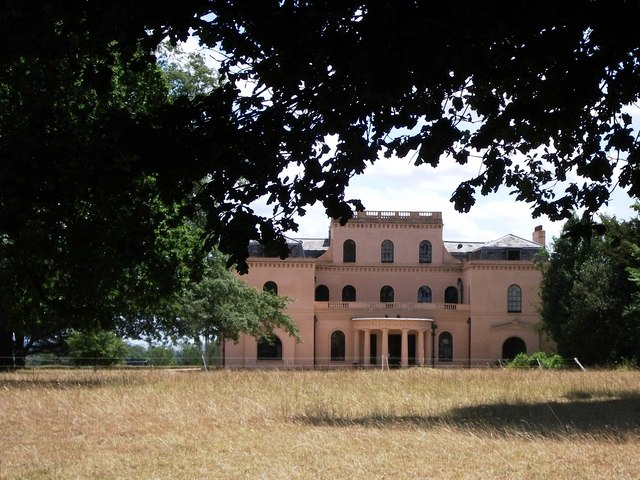
Moggerhanger, 1809
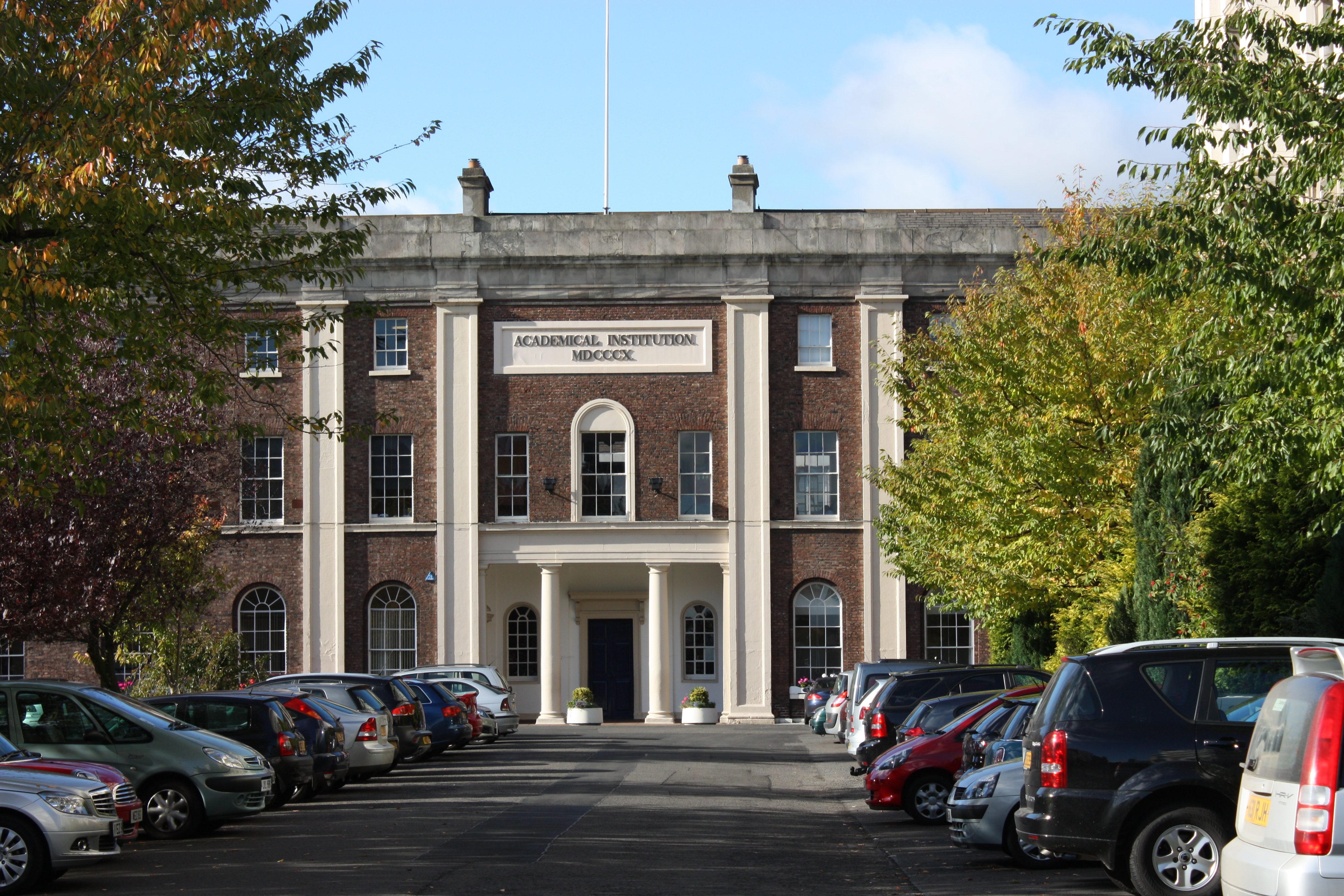
Belfast, Royal Belfast Academical Institution, 1809–14
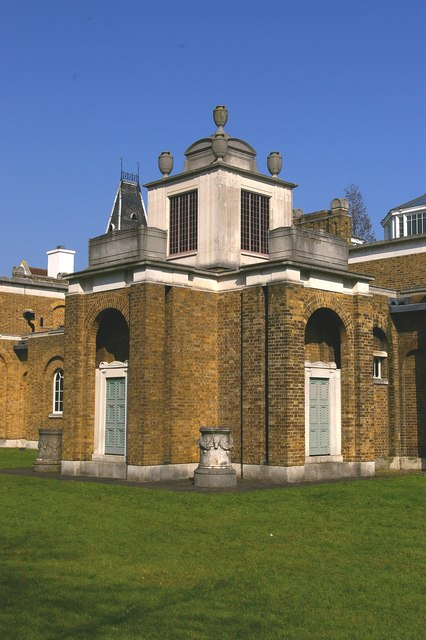
Dulwich Picture Gallery, 1811–17
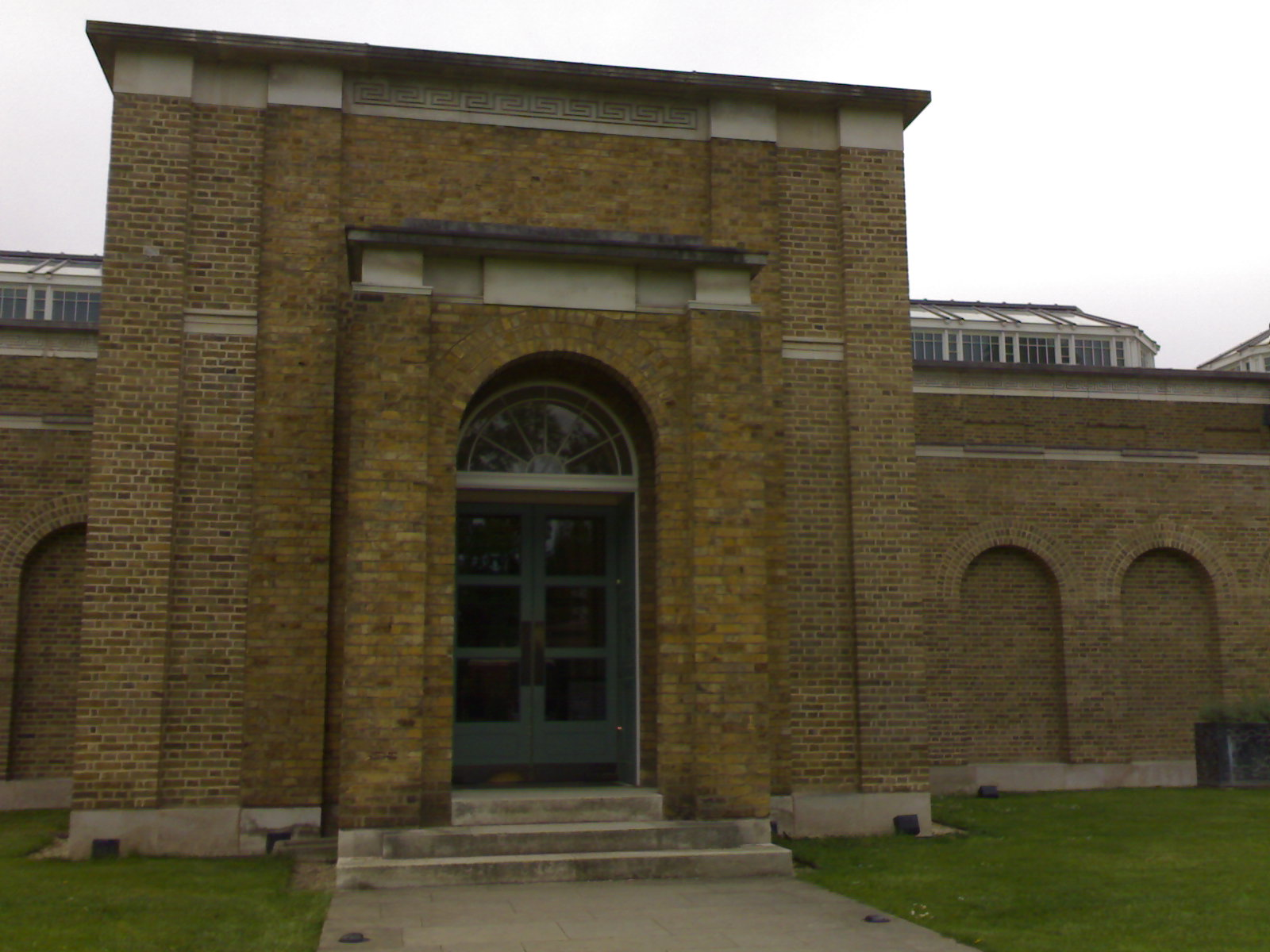
Entrance, Dulwich Picture Gallery, 1811–17
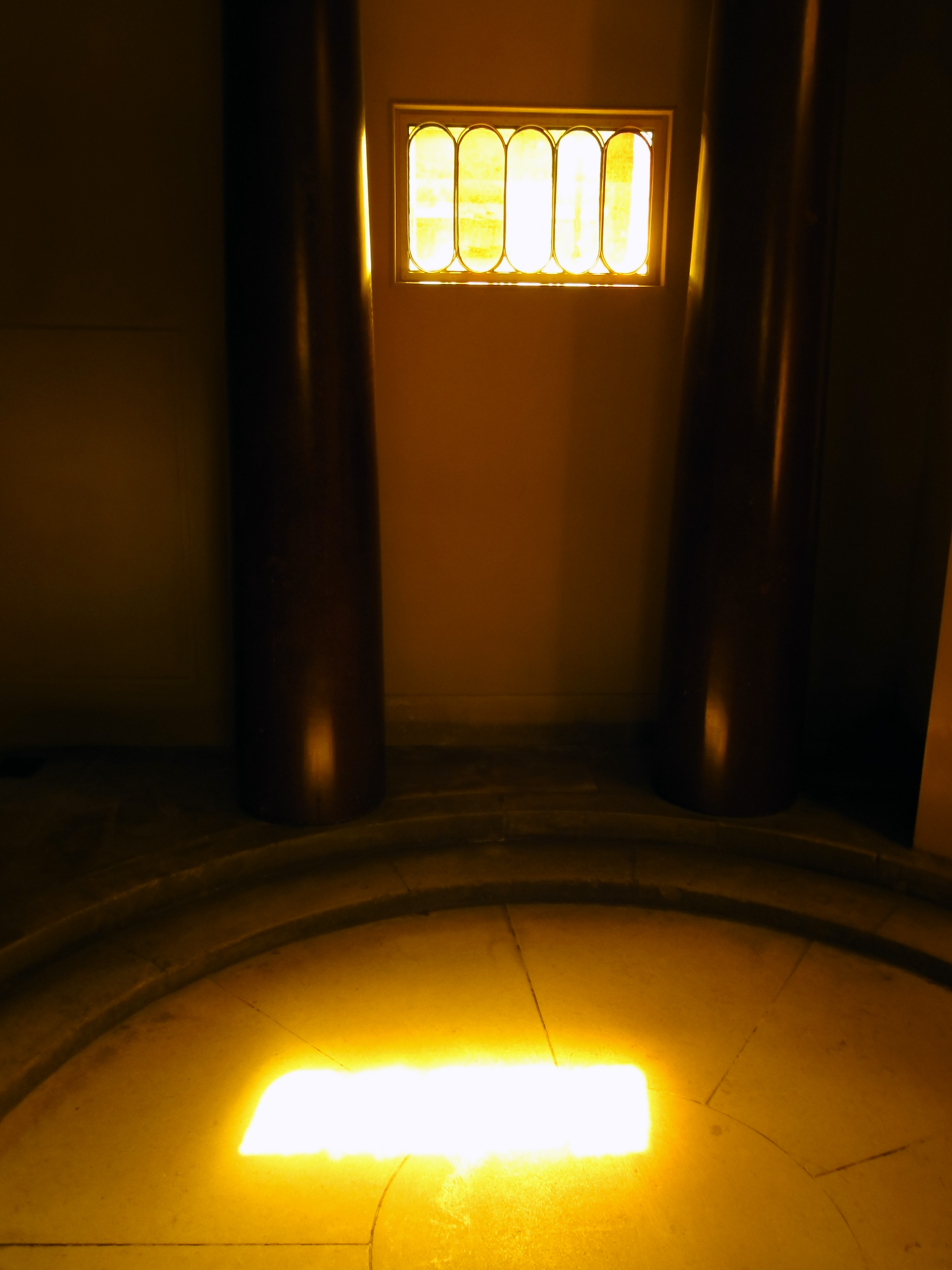
Interior do Mausoleum, Dulwich Picture Gallery, 1811–17
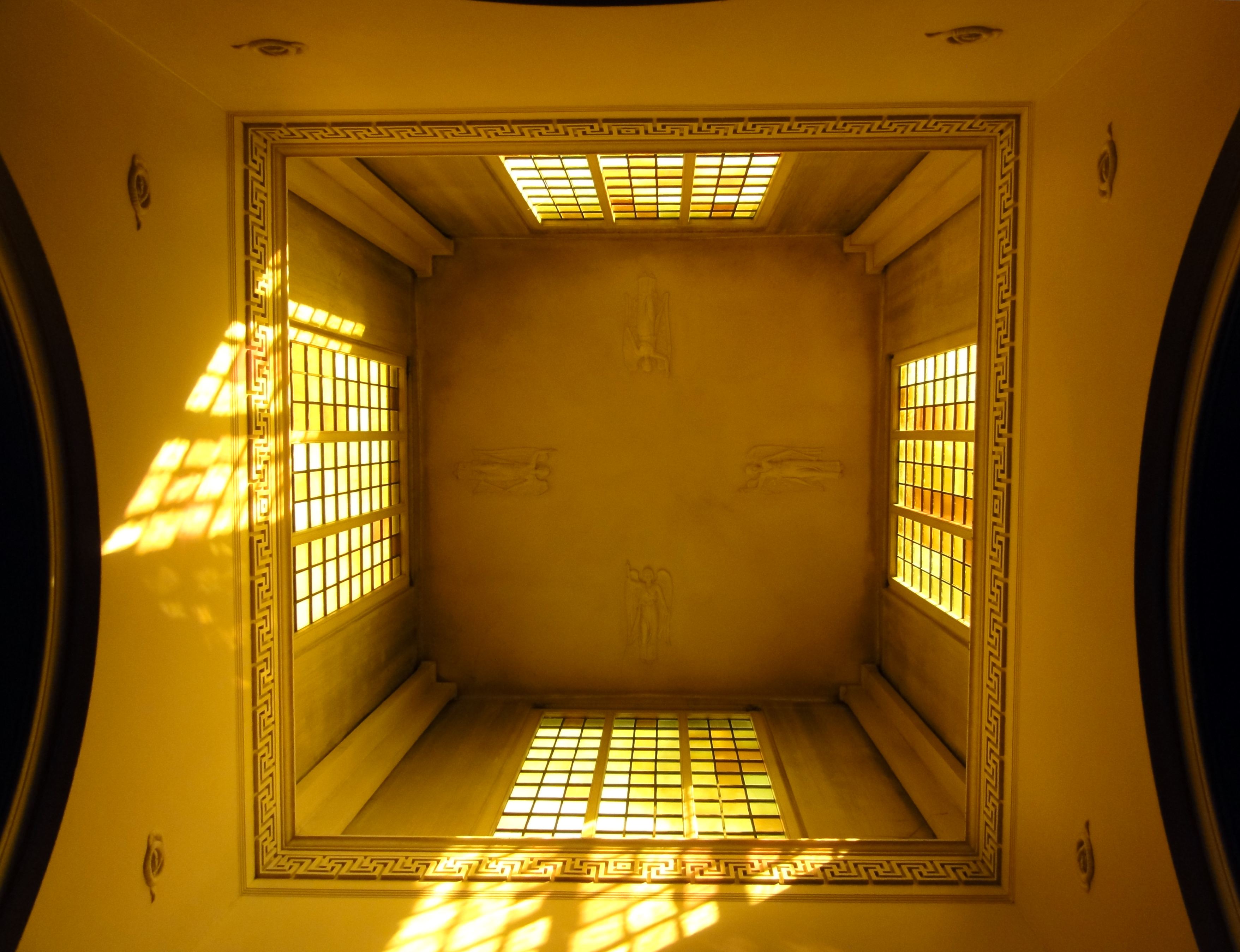
Interior do Mausoleum, Dulwich Picture Gallery, 1811–17
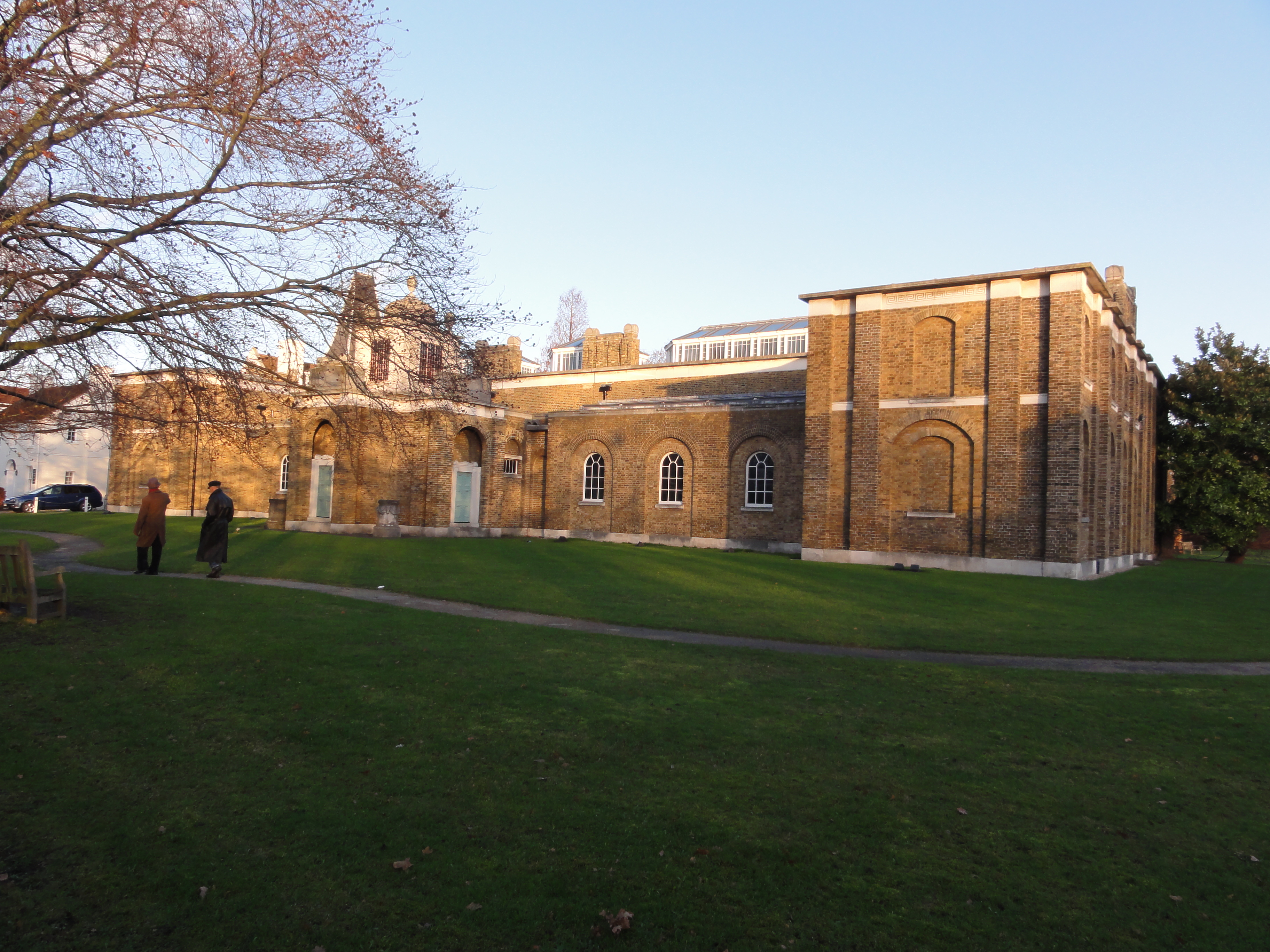
Dulwich Picture Gallery, 1811–17
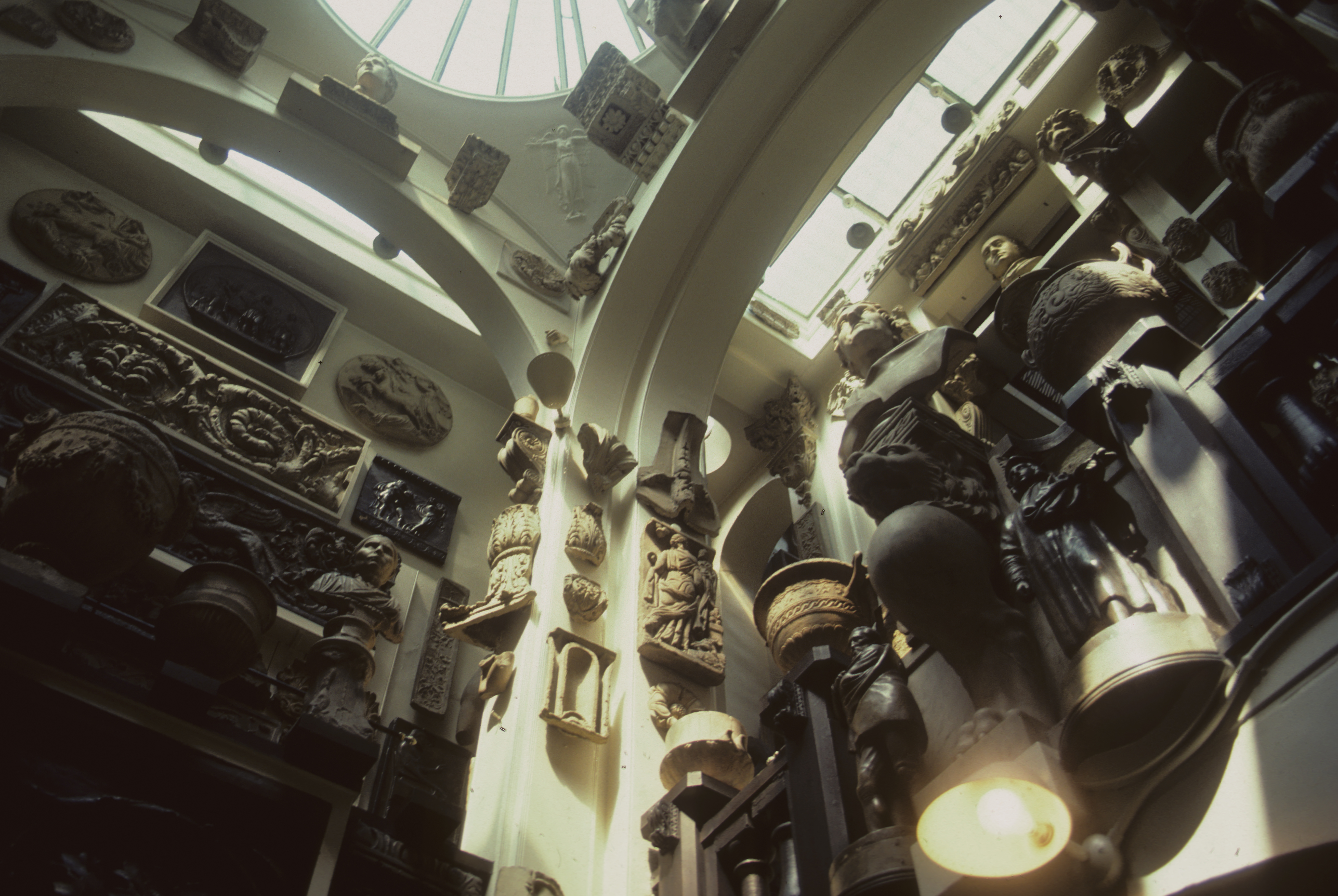
The Dome, Soane Museum, 1813
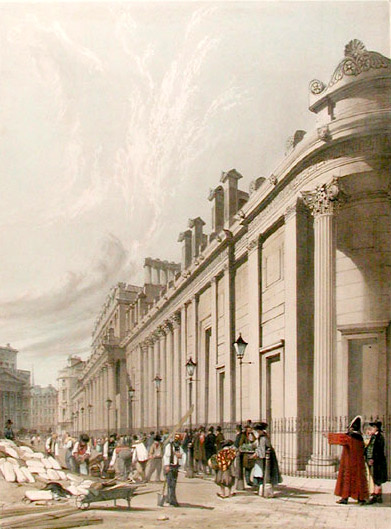
Bank of England, Threadneedle Street, 1818–27
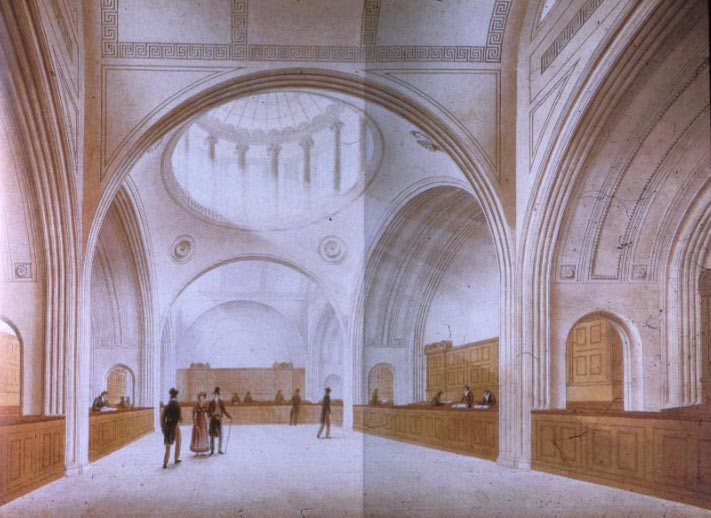
Dividend Office, Bank of England, 1818–27
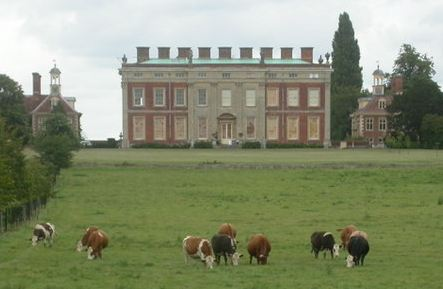
Wotton House, Buckinghamshire, remodelado em 1820
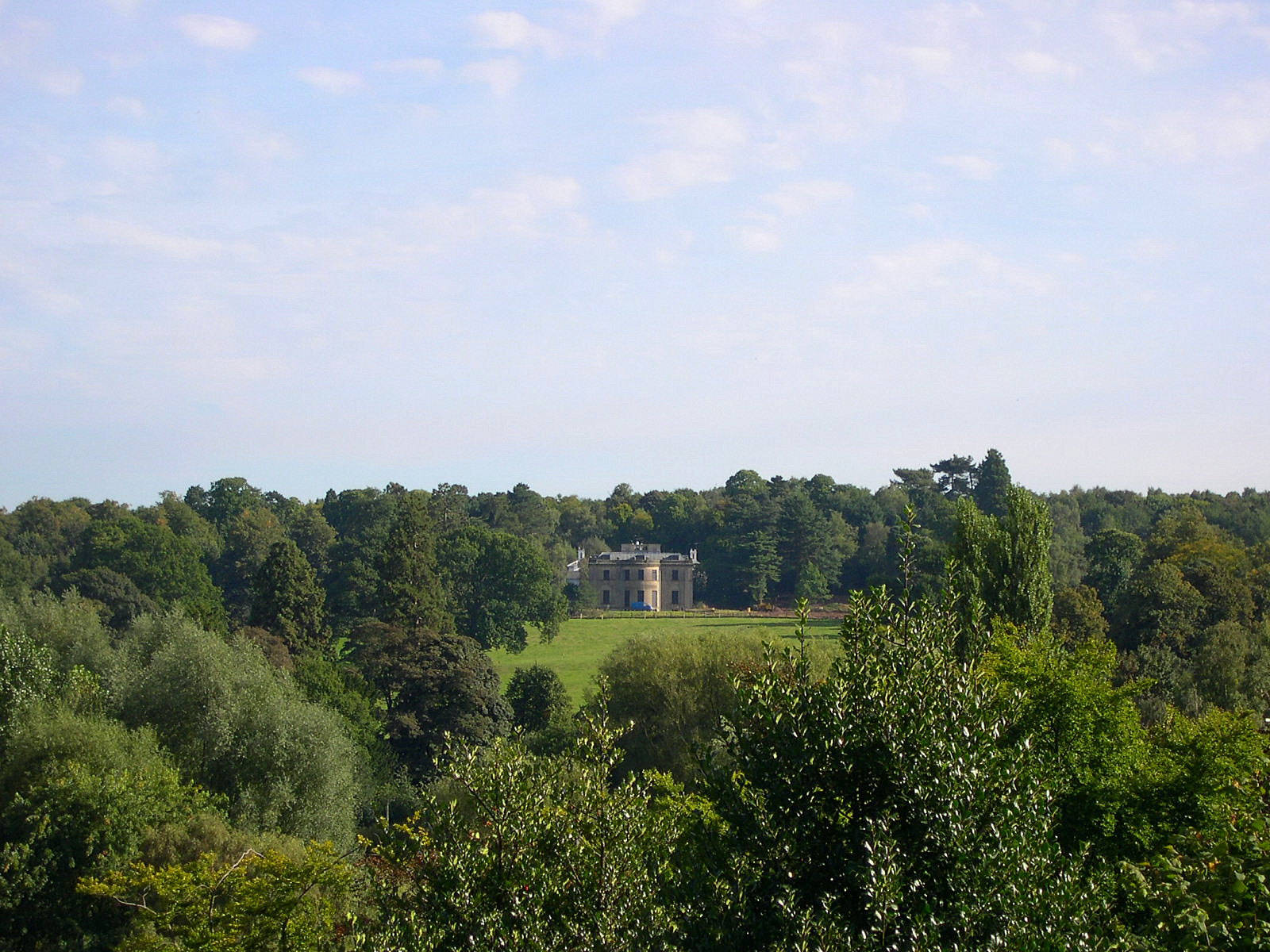
Pellwall House, Staffordshire, 1822
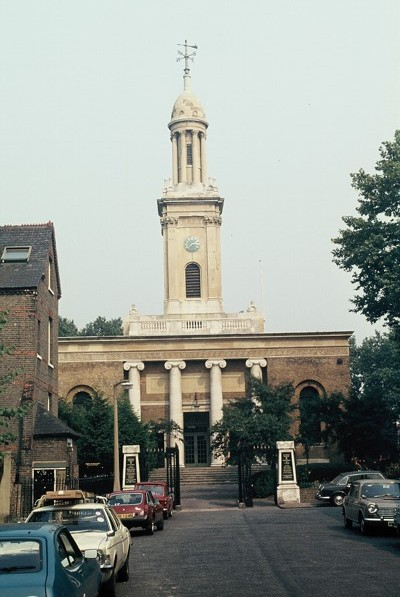
St Peter's Walworth, 1822–23
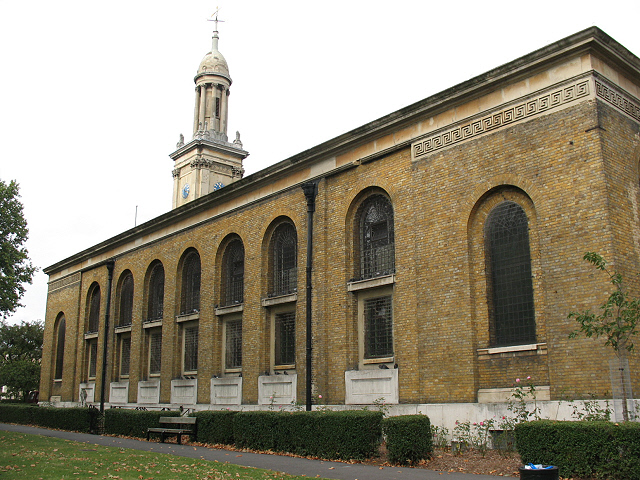
St Peter's Walworth, 1822–23
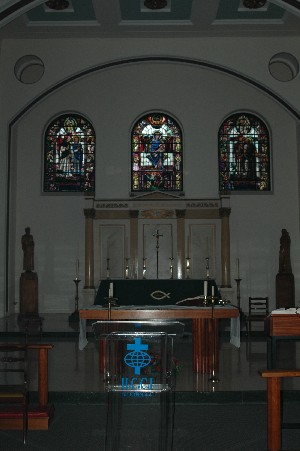
St Peter's Walworth, interior, 1822–23
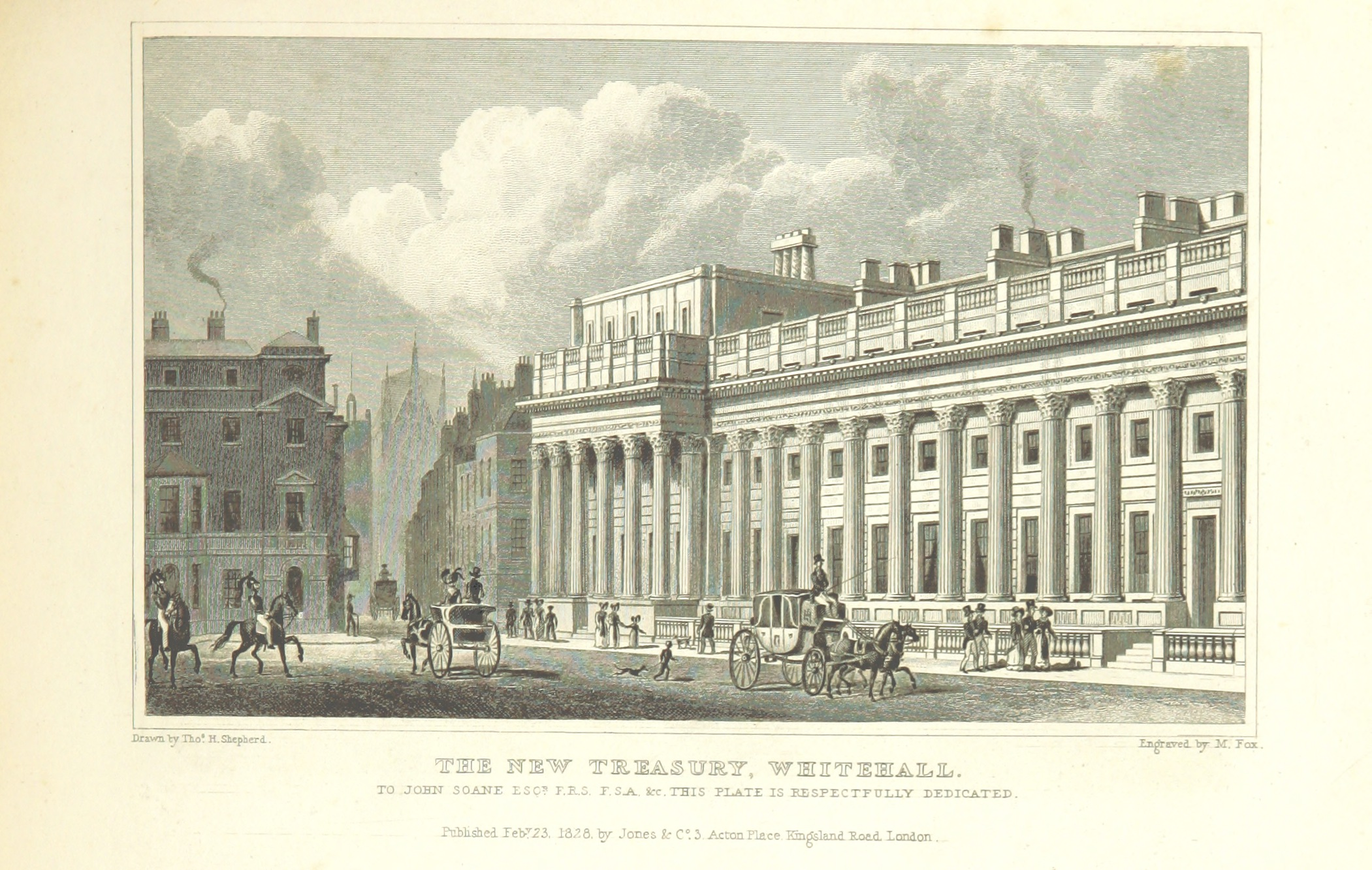
Treasury, Whitehall, 1823–24
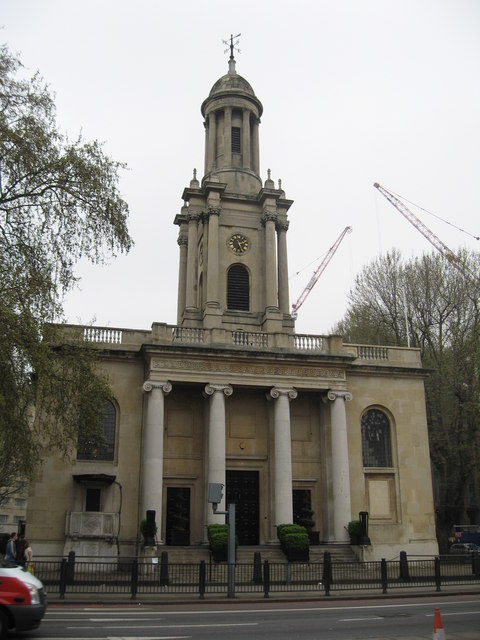
Holy Trinity Church, Marylebone, 1824–26
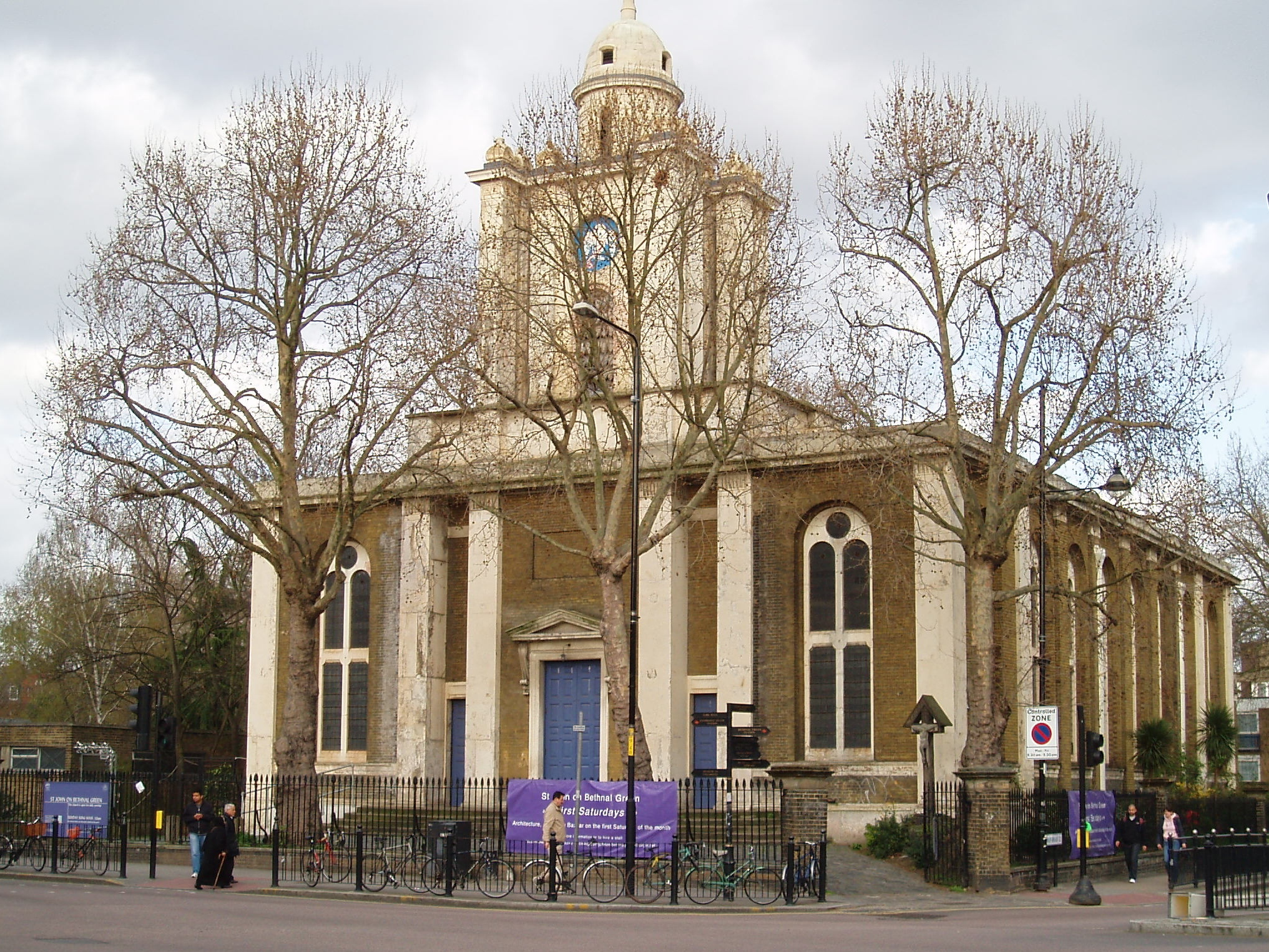
St John, Bethnal Green, 1826–28